# إلياس (ملحن)
إلياس (بالفرنسية: Elias)‏ هو مغني وعازف قيثارة وملحن ومغن مؤلف فرنسي، ولد في 15 أكتوبر 1980 في بايون في فرنسا.